# Sámuel Alajos
Sámuel Alajos (Gödöllő, 1804. május 1. – Pest, 1856. február 15.) római katolikus prépost-plébános.

## Élete
A gimnáziumot Pesten végezte; 1829. december 19-én pappá szentelték. Káplán volt Komáromban, Pest-belvárosban, 1835. március 7-től Pest szent-rókusi, 1840. szeptember 14-től józsef-külvárosi plébános, 1843 augusztusától budapesti kerületi helyettes alesperes, 1846 januárjától pest-belvárosi plébános, 1846. január 12-től a Boldog Szent Máriáról nevezett majki prépost és január 20-ától a budapesti kerület rendes alesperese lett. Az 1848–49-es forradalom és szabadságharc hullámai őt is elérték, amiért is 1849 decemberében alesperesi, 1850 januárjában plébániai hivataláról leköszönt és magányba vonult. Esztergom és Pest-Pilis-Solt vármegyék táblabírája is volt.
Számos cikket írt, melyek a hírlapokban jelentek meg.

## Munkái
- I-ső Ferencz 40 évi dicsőséges országlásának örömünnepén tartatott beszéd, melyet szabad kir. Pest belsővárosi plébánia-templomában élő nyelven mondott... bőjt-más hava 4. 1832. eszt. Pest.
- Az irgalmas nők. Ismertetésül. Buda, (1842.).
- Josephinum szabad kir. Pest városi Árva-Intézet ünnepélyes megnyitásakor 1843-iki márcz. 19-én tartott beszéd. Pest.
- Egyházi szózat a pesti magyar polgári őrhadhoz, midőn kisasszony-hava 15. 1844. zászlószentelési és fölesküvési ünnepét Rákosmezején ülné, tartatott... a pesti magyar polgári őrhad lelkésze által. Pest, 1844.
- Szent István Első és Apostoli magyar király, mint népe szenthíte s nemzetségének megalapítója. Hirdette Bécsben, a T. T. Kapuczinus Atyák sz. egyházában aug. 24. 1845-ben. Bécs. (2. kiadás. Pest, 1845.)
- Egyházi szózat, melyet a múzeum lépcsőzetén tartott nemzeti hálaünnep alkalmával 1848-iki márcz. 26-ikán mondott és közkívánatra kiadott. Pest.